# 福格爾峰
福格爾峰（英語：Fogle Peak）
是南極洲的山峰，位於維多利亞地的斯科特海岸，屬於皇家學會嶺的一部分，海拔高度2,475米，由美國南極名稱諮詢委員命名，現時由南極條約體系管理。